# Puk.puk
puk.puk – pierwszy solowy album Kasi Nosowskiej. Utrzymany jest w mrocznych, trip hopowych klimatach, usłyszeć jednak można tu elementy rocka (np. niemal punkowe "O tobie?"). Autorem piosenek "Gordon", "Jeszcze jeden o tym" i "Zofia" jest Andrzej Smolik; "O papierkach" i "Na ucho" – Marcin Macuk a resztę skomponował Piotr Banach.
Album promowały dwa single: "Jeśli wiesz co chcę powiedzieć..." (wykorzystany w filmie Gry uliczne Krzysztofa Krauze) i "O nas". Płyta osiągnęła status złotej.

## Lista utworów
1. "Jeśli wiesz co chcę powiedzieć..." – 03:05
2. "O nas" – 04:13
3. "Gordon" – 04:42
4. "Puk puk" – 04:46
5. "O papierkach" – 05:03
6. "Też dobrze" – 04:59
7. "O tobie?" – 04:42
8. "Na ucho" – 04:17
9. "Mam na myśli" – 03:40
10. "Pani pasztetowa" – 02:57
11. "Jeszcze jeden o tym" – 03:50
12. "Zofia" – 03:42